# Motu Veiloa
Motu Veiloa est un îlot de Nouvelle-Calédonie dans les pléiades du Nord, une des Iles Loyauté.